# Чужой ребёнок
Chori Chori Chupke Chupke (хинди: चोरी चोरी चुपके चुपके, урду: چوری چوری چپکے چپکے) — мелодрама, снятая в Болливуде и вышедшая в прокат в Индии в 2001 году.

## Сюжет
Радж (Салман Хан), внук индустриального магната Кайлашната Малхотры (Амриш Пури), избегает тему женитьбы всеми способами, пока не знакомится на свадьбе друга с Прией (Рани Мукерджи). Их родственники сразу же договариваются о свадьбе, чему особенно рад Кайлашнат Малхотра, который больше всего мечтает увидеть правнуков. Вскоре после свадьбы семейный врач сообщает, что Прия ждёт ребёнка. Но радость в семье длится недолго — вскоре в результате несчастного случая Прия теряет ребёнка, и кроме того врач сообщает Раджу, что больше детей у них быть не может. Они решают скрыть это печальное известие от семьи. Прия, зная как мечтает о ребёнке семья Раджа, пытается уговорить его жениться на другой, но Радж даже слышать не хочет об этом. Он предлагает усыновить ребёнка, но Прия считает, что ребёнок должен быть от Раджа, ведь он может иметь детей, и уговаривает его найти суррогатную мать, которая готова родить для них ребёнка. Стать ею соглашается танцовщица из ночного клуба Мадхубала (Прити Зинта). Для того, чтобы скрыть от семьи этот план, Радж решает уехать в Швейцарию с Прией и Мадху и вернуться уже с ребёнком.

## В ролях
| Актёр         | Роль               |
| ------------- | ------------------ |
| Салман Хан    | Радж Малхотра      |
| Рани Мукерджи | Прия Малхотра      |
| Прити Зинта   | Мадхубала          |
| Амриш Пури    | Кайлашнат Малхотра |
| Фарида Джалал | Аша Малхотра       |

## Саундтрек
Все тексты написаны Самиром, вся музыка написана Ану Маликом.
| №  | Название                    | Исполнители                    | Длительность |
| -- | --------------------------- | ------------------------------ | ------------ |
| 1. | «Chori Chori Chupke Chupke» | Алка Ягник и Бабул Суприо      | 7:32         |
| 2. | «Dekhne Walon Ne»           | Алка Ягник и Удит Нараян       | 6:14         |
| 3. | «Deewana Hai Yeh Mann»      | Алка Ягник и Сону Нигам        | 6:47         |
| 4. | «Diwani Diwani»             | Ану Малик и Анаида             | 5:18         |
| 5. | «Dulhan Ghar Aayi»          | Джаспиндер Нарула              | 1:40         |
| 6. | «Love You Love You»         | Ану Малик, Алка Ягник          | 5:48         |
| 7. | «Mehndi Mehndi»             | Джаспиндер Нарула              | 8:45         |
| 8. | «No. 1 Punjabi»             | Сону Нигам и Джаспиндер Нарула | 7:04         |

## Награды
- 2002: Салман Хан получил Z-Gold Bollywood Award как лучший исполнитель главной роли.

## Разное
- Некоторые сцены взяты из голливудского фильма «Красотка».
- Выход фильма на экраны сопровождался акциями протеста и большим скандалом: в финансировании съёмок подозревали главу одного из мафиозных кланов Бхарата Шаха. По этой причине многие кинотеатры отменили показ этого фильма, другие же пришлось охранять полицейским, чтобы избежать беспорядков. Принимавших участие в создании фильма, в том числе и Салмана Хана, неоднократно вызывали на допрос в связи с этим делом.